# Alexis Alégué
Alexis Alégué (23 de dezembro de 1996) é um futebolista profissional camaronês que atua como atacante.

## Carreira
Alexis Alégué começou a carreira no Nantes.